# 張簡 (弘治進士)
張簡（？—？），字九敬，直隸常州府江陰縣軍籍，浙江臨安縣人，明朝政治人物。

## 生平
弘治十七年（1504年）甲子科應天府鄉試第一百十五名舉人。弘治十八年（1505年）聯捷乙丑科會試第三十六名，二甲第九十四名進士。授兵部主事，累陞兵部职方司郎中，正德十年（1515年）三月升廣東布政司左參議。十二年正月考察以有疾致仕。

## 家族
曾祖張平□；祖父張大□；父張紀，母沈氏。具庆下。